# HIP 14810 b
إتش آي بي 14810 ب (بالإنجليزية: HIP 14810 b)‏ هو مشتري حار هائل يبعد حوالي 170 سنة ضوئية في كوكبة الحمل. تقدّر كتلته بحوالي 3.88 ضعف كتلة المشتري ويدور على مسافة 0.0692 وحدة فلكية من نجمه. اكتشف الكوكب بواسطة كونسورتيوم N2K عام 2006 ونشرت أبحاث اكتشافه عام 2007.

## وصلات خارجية
- "HIP 14810". Exoplanets. مؤرشف من الأصل في 2016-11-30. اطلع عليه بتاريخ 2008-08-16.